# گالینا واسکوبوئوا
 گالینا واسکوبوئوا (روسی: Галина Олеговна Воскобоева؛ زادهٔ ۱۸ دسامبر ۱۹۸۴) یک تنیس‌باز اهل قزاقستان است.